# 百北幸司
百北 幸司（ももきた こうじ、1960年12月25日 - ）は、日本の実業家。大阪府茨木市出身。

## 来歴・人物
1979年摂陵高等学校(現早稲田摂陵高等学校)卒業、
1983年に関西学院大学経済学部を卒業し、同年に阪神電気鉄道に入社した。
広報室部長、社長室部長、総務部部長、取締役などを歴任し、2019年4月から常務に就任。
六甲山観光取締役、阪神コンテンツリンク社長なども歴任し、現在は阪神コンテンツリンク会長を務めている。
2016年から阪神タイガースの取締役に就任し、2022年には球団社長に昇格した。